# Oued Essalem
Oued Essalem (em árabe: وادي السلام) é uma comuna localizada na província de Relizane, Argélia. De acordo com o censo de 2008, a população total da cidade era de 9 319 habitantes.